# Lista planetelor minore/16101–16200
Aceasta este Lista planetelor minore/16101–16200; pentru a naviga prin lista completă vezi Lista planetelor minore.
Pentru ale detalii vezi și Proiect:Astronomie sau Portal:Astronomie.
| Nume                 | Denumire provizorie | Data descoperirii | Locul descoperirii     | Descoperitor(i)                |
| -------------------- | ------------------- | ----------------- | ---------------------- | ------------------------------ |
| 16101 Notskas        | 1999 VA36           | 3 noiembrie 1999  | Socorro                | LINEAR                         |
| 16102 Barshannon     | 1999 VT68           | 4 noiembrie 1999  | Socorro                | LINEAR                         |
| 16103 Lorsolomon     | 1999 VU81           | 5 noiembrie 1999  | Socorro                | LINEAR                         |
| 16104 Stesullivan    | 1999 VT177          | 6 noiembrie 1999  | Socorro                | LINEAR                         |
| 16105 Marksaunders   | 1999 VL211          | 14 noiembrie 1999 | Anderson Mesa          | LONEOS                         |
| 16106 Carmagnola     | 1999 VW212          | 12 noiembrie 1999 | Anderson Mesa          | LONEOS                         |
| 16107 Chanmugam      | 1999 WQ2            | 27 noiembrie 1999 | Baton Rouge⁠(d)         | W. R. Cooney Jr.⁠(d)            |
| 16108 -              | 1999 WV3            | 28 noiembrie 1999 | Oizumi                 | T. Kobayashi                   |
| 16109 -              | 1999 WH6            | 28 noiembrie 1999 | Višnjan Observatory⁠(d) | K. Korlević                    |
| 16110 Paganetti      | 1999 WU8            | 28 noiembrie 1999 | Gnosca⁠(d)              | S. Sposetti⁠(d)                 |
| 16111 -              | 1999 XT4            | 4 decembrie 1999  | Catalina               | CSS                            |
| 16112 Vitaris        | 1999 XK13           | 5 decembrie 1999  | Socorro                | LINEAR                         |
| 16113 Ahmed          | 1999 XN23           | 6 decembrie 1999  | Socorro                | LINEAR                         |
| 16114 Alyono         | 1999 XV23           | 6 decembrie 1999  | Socorro                | LINEAR                         |
| 16115 -              | 1999 XH25           | 6 decembrie 1999  | Socorro                | LINEAR                         |
| 16116 Balakrishnan   | 1999 XQ29           | 6 decembrie 1999  | Socorro                | LINEAR                         |
| 16117 -              | 1999 XS29           | 6 decembrie 1999  | Socorro                | LINEAR                         |
| 16118 Therberens     | 1999 XQ56           | 7 decembrie 1999  | Socorro                | LINEAR                         |
| 16119 Bronner        | 1999 XS60           | 7 decembrie 1999  | Socorro                | LINEAR                         |
| 16120 Burnim         | 1999 XV60           | 7 decembrie 1999  | Socorro                | LINEAR                         |
| 16121 Burrell        | 1999 XD66           | 7 decembrie 1999  | Socorro                | LINEAR                         |
| 16122 Wenyicai       | 1999 XW67           | 7 decembrie 1999  | Socorro                | LINEAR                         |
| 16123 Jessiecheng    | 1999 XQ83           | 7 decembrie 1999  | Socorro                | LINEAR                         |
| 16124 Timdong        | 1999 XR85           | 7 decembrie 1999  | Socorro                | LINEAR                         |
| 16125 -              | 1999 XK86           | 7 decembrie 1999  | Socorro                | LINEAR                         |
| 16126 -              | 1999 XQ86           | 7 decembrie 1999  | Socorro                | LINEAR                         |
| 16127 Farzan-Kashani | 1999 XK92           | 7 decembrie 1999  | Socorro                | LINEAR                         |
| 16128 Kirfrieda      | 1999 XS92           | 7 decembrie 1999  | Socorro                | LINEAR                         |
| 16129 Kevingao       | 1999 XG97           | 7 decembrie 1999  | Socorro                | LINEAR                         |
| 16130 Giovine        | 1999 XU97           | 7 decembrie 1999  | Socorro                | LINEAR                         |
| 16131 Kaganovich     | 1999 XV97           | 7 decembrie 1999  | Socorro                | LINEAR                         |
| 16132 Angelakim      | 1999 XH99           | 7 decembrie 1999  | Socorro                | LINEAR                         |
| 16133 -              | 1999 XC100          | 7 decembrie 1999  | Socorro                | LINEAR                         |
| 16134 -              | 1999 XE100          | 7 decembrie 1999  | Socorro                | LINEAR                         |
| 16135 Ivarsson       | 1999 XY104          | 9 decembrie 1999  | Fountain Hills⁠(d)      | C. W. Juels⁠(d)                 |
| 16136 -              | 1999 XR109          | 4 decembrie 1999  | Catalina               | CSS                            |
| 16137 -              | 1999 XX116          | 5 decembrie 1999  | Catalina               | CSS                            |
| 16138 -              | 1999 XV119          | 5 decembrie 1999  | Catalina               | CSS                            |
| 16139 -              | 1999 XO120          | 5 decembrie 1999  | Catalina               | CSS                            |
| 16140 -              | 1999 XD125          | 7 decembrie 1999  | Catalina               | CSS                            |
| 16141 -              | 1999 XT127          | 7 decembrie 1999  | Črni Vrh               | Črni Vrh                       |
| 16142 Leung          | 1999 XC135          | 6 decembrie 1999  | Socorro                | LINEAR                         |
| 16143 -              | 1999 XK142          | 12 decembrie 1999 | Socorro                | LINEAR                         |
| 16144 Korsten        | 1999 XK144          | 15 decembrie 1999 | Fountain Hills⁠(d)      | C. W. Juels⁠(d)                 |
| 16145 -              | 1999 XP166          | 10 decembrie 1999 | Socorro                | LINEAR                         |
| 16146 -              | 1999 XW170          | 10 decembrie 1999 | Socorro                | LINEAR                         |
| 16147 Jeanli         | 1999 XL175          | 10 decembrie 1999 | Socorro                | LINEAR                         |
| 16148 -              | 1999 XG188          | 12 decembrie 1999 | Socorro                | LINEAR                         |
| 16149 -              | 1999 XS215          | 14 decembrie 1999 | Socorro                | LINEAR                         |
| 16150 Clinch         | 1999 XZ227          | 9 decembrie 1999  | Anderson Mesa          | LONEOS                         |
| 16151 -              | 1999 XF230          | 7 decembrie 1999  | Catalina               | CSS                            |
| 16152 -              | 1999 YN12           | 30 decembrie 1999 | San Marcello⁠(d)        | L. Tesi⁠(d), M. Tombelli⁠(d)     |
| 16153 -              | 2000 AB             | 1 ianuarie 2000   | Višnjan Observatory⁠(d) | K. Korlević                    |
| 16154 Dabramo        | 2000 AW2            | 1 ianuarie 2000   | San Marcello⁠(d)        | A. Boattini⁠(d), M. Tombelli⁠(d) |
| 16155 Buddy          | 2000 AF5            | 3 ianuarie 2000   | Reedy Creek            | J. Broughton⁠(d)                |
| 16156 -              | 2000 AP39           | 3 ianuarie 2000   | Socorro                | LINEAR                         |
| 16157 Toastmasters   | 2000 AS50           | 5 ianuarie 2000   | Fountain Hills⁠(d)      | C. W. Juels⁠(d)                 |
| 16158 Monty          | 2000 AV50           | 5 ianuarie 2000   | Fountain Hills         | C. W. Juels                    |
| 16159 -              | 2000 AK62           | 4 ianuarie 2000   | Socorro                | LINEAR                         |
| 16160 -              | 2000 AZ66           | 4 ianuarie 2000   | Socorro                | LINEAR                         |
| 16161 -              | 2000 AC68           | 4 ianuarie 2000   | Socorro                | LINEAR                         |
| 16162 -              | 2000 AD68           | 4 ianuarie 2000   | Socorro                | LINEAR                         |
| 16163 Suhanli        | 2000 AD69           | 5 ianuarie 2000   | Socorro                | LINEAR                         |
| 16164 Yangli         | 2000 AO69           | 5 ianuarie 2000   | Socorro                | LINEAR                         |
| 16165 Licht          | 2000 AW83           | 5 ianuarie 2000   | Socorro                | LINEAR                         |
| 16166 Jonlii         | 2000 AQ84           | 5 ianuarie 2000   | Socorro                | LINEAR                         |
| 16167 Oertli         | 2000 AJ89           | 5 ianuarie 2000   | Socorro                | LINEAR                         |
| 16168 Palmen         | 2000 AR91           | 5 ianuarie 2000   | Socorro                | LINEAR                         |
| 16169 -              | 2000 AO95           | 4 ianuarie 2000   | Socorro                | LINEAR                         |
| 16170 -              | 2000 AS95           | 4 ianuarie 2000   | Socorro                | LINEAR                         |
| 16171 -              | 2000 AD97           | 4 ianuarie 2000   | Socorro                | LINEAR                         |
| 16172 -              | 2000 AZ97           | 4 ianuarie 2000   | Socorro                | LINEAR                         |
| 16173 -              | 2000 AC98           | 4 ianuarie 2000   | Socorro                | LINEAR                         |
| 16174 Parihar        | 2000 AX116          | 5 ianuarie 2000   | Socorro                | LINEAR                         |
| 16175 Rypatterson    | 2000 AL118          | 5 ianuarie 2000   | Socorro                | LINEAR                         |
| 16176 -              | 2000 AZ126          | 5 ianuarie 2000   | Socorro                | LINEAR                         |
| 16177 Pelzer         | 2000 AR127          | 5 ianuarie 2000   | Socorro                | LINEAR                         |
| 16178 -              | 2000 AT127          | 5 ianuarie 2000   | Socorro                | LINEAR                         |
| 16179 -              | 2000 AL134          | 4 ianuarie 2000   | Socorro                | LINEAR                         |
| 16180 Rapoport       | 2000 AZ136          | 4 ianuarie 2000   | Socorro                | LINEAR                         |
| 16181 -              | 2000 AC137          | 4 ianuarie 2000   | Socorro                | LINEAR                         |
| 16182 -              | 2000 AH137          | 4 ianuarie 2000   | Socorro                | LINEAR                         |
| 16183 -              | 2000 AX138          | 5 ianuarie 2000   | Socorro                | LINEAR                         |
| 16184 -              | 2000 AD142          | 5 ianuarie 2000   | Socorro                | LINEAR                         |
| 16185 -              | 2000 AH164          | 5 ianuarie 2000   | Socorro                | LINEAR                         |
| 16186 -              | 2000 AK164          | 5 ianuarie 2000   | Socorro                | LINEAR                         |
| 16187 -              | 2000 AP164          | 5 ianuarie 2000   | Socorro                | LINEAR                         |
| 16188 -              | 2000 AH175          | 7 ianuarie 2000   | Socorro                | LINEAR                         |
| 16189 Riehl          | 2000 AT187          | 8 ianuarie 2000   | Socorro                | LINEAR                         |
| 16190 -              | 2000 AK191          | 8 ianuarie 2000   | Socorro                | LINEAR                         |
| 16191 Rubyroe        | 2000 AO205          | 10 ianuarie 2000  | Oaxaca                 | J. M. Roe⁠(d)                   |
| 16192 Laird          | 2000 AU207          | 4 ianuarie 2000   | Kitt Peak              | Spacewatch                     |
| 16193 Nickaiser      | 2000 AV207          | 4 ianuarie 2000   | Kitt Peak              | Spacewatch                     |
| 16194 Roderick       | 2000 AJ231          | 4 ianuarie 2000   | Anderson Mesa          | LONEOS                         |
| 16195 -              | 2000 AQ236          | 5 ianuarie 2000   | Socorro                | LINEAR                         |
| 16196 -              | 2000 AR236          | 5 ianuarie 2000   | Socorro                | LINEAR                         |
| 16197 Bluepeter      | 2000 AA243          | 7 ianuarie 2000   | Anderson Mesa          | LONEOS                         |
| 16198 Búzios         | 2000 AB243          | 7 ianuarie 2000   | Anderson Mesa          | LONEOS                         |
| 16199 Rozenblyum     | 2000 BX26           | 30 ianuarie 2000  | Socorro                | LINEAR                         |
| 16200 -              | 2000 BT28           | 30 ianuarie 2000  | Socorro                | LINEAR                         |